# There Is Nothing Left to Lose
There Is Nothing Left to Lose è il terzo album in studio del gruppo musicale statunitense Foo Fighters, pubblicato il 2 novembre 1999 dalla Roswell e dalla RCA Records.

## Descrizione
In questo album tutte le parti di chitarra sono suonate da Dave Grohl, ma nel tour seguente esordisce come chitarrista Chris Shiflett in sostituzione di Franz Stahl, e diventerà primo chitarrista del gruppo nelle registrazioni dell'album successivo, One by One. Riguardo alla lavorazione del disco, Grohl ha spiegato come l'intero processo di realizzazione fosse molto rilassato e che la principale fonte di ispirazione per i brani derivò da una raccolta intitolata AM Gold, in cui venivano presentate le migliori opere soft rock realizzate negli anni sessanta. Lo stesso frontman ha inoltre aggiunto di come il periodo primaverile  della Virginia abbia avuto un ruolo nella scrittura dei brani Learn to Fly, Generator, Aurora e Ain't It the Life.

## Tracce
Testi e musiche dei Foo Fighters.
1. Stacked Actors – 4:17
2. Breakout – 3:21
3. Learn to Fly – 3:58
4. Gimme Stitches – 3:42
5. Generator – 3:48
6. Aurora – 5:50
7. Live-In Skin – 3:53
8. Next Year – 4:37
9. Headwires – 4:38
10. Ain't It the Life – 4:37
11. M.I.A. – 4:03

Traccia bonus nelle edizioni australiana e giapponese
1. Fraternity – 3:09

VCD bonus nell'edizione speciale australiana
1. Learn to Fly – 4:37
2. Generator – 4:01
3. Breakout – 4:22
4. Next Year – 3:42

## Formazione
Gruppo
- Dave Grohl – voce, chitarra, batteria
- Nate Mendel – basso
- Taylor Hawkins – batteria

Produzione
- Adam Kasper – produzione, registrazione, missaggio (eccetto tracce 3, 6 e 7)
- Foo Fighters – produzione
- John Nelson – assistenza al missaggio (eccetto tracce 3, 6 e 7)
- Andy Wallace – missaggio (tracce 3, 6 e 7)
- Ted Reiger – assistenza al missaggio (tracce 3, 6 e 7)
- Bob Ludwig – mastering

## Classifiche

### Classifiche settimanali
| Classifica (1999-2021) | Posizione massima |
| ---------------------- | ----------------- |
| Australia              | 5                 |
| Austria                | 34                |
| Belgio (Fiandre)       | 46                |
| Canada                 | 4                 |
| Finlandia              | 25                |
| Francia                | 62                |
| Germania               | 23                |
| Grecia                 | 65                |
| Norvegia               | 8                 |
| Nuova Zelanda          | 12                |
| Paesi Bassi            | 59                |
| Regno Unito            | 10                |
| Stati Uniti            | 10                |
| Svezia                 | 7                 |

### Classifiche di fine anno
| Classifica (2000) | Posizione |
| ----------------- | --------- |
| Australia         | 91        |
| Stati Uniti       | 117       |